# Itaberaba
Itaberaba este un oraș în statul Bahia (BA) din Brazilia.